# Richterbriefe
Die so genannten Richterbriefe waren im Dritten Reich ein Publikationsorgan des Reichsjustizministeriums zur ideologischen Instrumentalisierung der Rechtspflege im Interesse von Partei und Staat.

## Vereinnahmung der Justiz
Als totalitäres Regime war der Nationalsozialismus bestrebt, auch das Rechtsleben in Deutschland seiner faschistischen, völkischen und militaristischen Ideologie zu unterwerfen. Das NS-Regime hat entsprechend seinem revolutionären Selbstverständnis auch die Rechtspflege systematisch und radikal im Sinne des Führerprinzips umgestaltet.
Bereits das Gesetz zur Behebung der Not von Volk und Reich (Ermächtigungsgesetz) vom 24. März 1933 hatte die Reichsregierung in Stand gesetzt, Verordnungen mit von der Verfassung abweichendem Inhalt zu erlassen.
§ 1 des Gerichtsverfassungsgesetzes (GVG) – seine Fassung galt seit dem Jahr 1877 – blieb gleichwohl unverändert. Demnach waren die Richter weiterhin „unabhängig und nur dem Gesetz unterworfen.“
Nach nationalsozialistischer Rechts- und Staatsauffassung, die ab 1933 in zahllosen gleichgeschalteten Veröffentlichungen propagiert wurde, z. B. denen von Carl Schmitt, Otto Koellreutter, Georg Dahm, Ernst Forsthoff, Roland Freisler, Hans Frank oder Karl Larenz waren die NS-Richter die „Vollstrecker des Führerwillens“, da „Gesetz“ ab 1933 gleichbedeutend war mit dem politischen Willen der Staatsführung, also Adolf Hitlers. „Unabhängig“ waren die Richter nunmehr insbesondere von dem strengen Gesetzespositivismus, der schon in der Weimarer Republik nicht mehr allgemein anerkannt worden war. Dadurch erlangten die Richter einen gewissen Gestaltungsspielraum bei der Gesetzesanwendung und einen durchaus erwünschten Machtzuwachs. Unbestimmte Rechtsbegriffe und deren unbegrenzte Auslegung sowie eine Verpflichtung per Diensteid nicht mehr auf die Weimarer Reichsverfassung, sondern eine Gehorsamspflicht gegenüber Adolf Hitler als „oberstem Gerichtsherrn“ und dem durch ihn verkörperten „gesunden Volksempfinden“ transportierten die NS-Ideologie in alle bestehenden Rechtsgebiete und Gerichtsverfahren hinein.
Der neuen nationalsozialistischen Gesetzgebung wurden sogenannte „Leitsätze“ vorangestellt, die die ideologische Zielsetzung einzelner Regelungen verdeutlichten und es den Gerichten erleichtern sollten, bei der Rechtsanwendung politisch konforme Entscheidungen zu treffen.
Das NS-Hetzblatt Der Stürmer manipulierte die öffentliche Meinung und agitierte gegen Urteile und namentlich genannte Richter, die dem Herausgeber Julius Streicher nicht „nationalsozialistisch“ genug erschienen.
Durch die berufliche Zwangsorganisation aller Juristen im NS-Rechtswahrerbund sowie die Konzentration der Rechts-„Wissenschaft“ in der parteinahen Akademie für Deutsches Recht sollte die gesamte Rechtspflege dem totalen Machtanspruch der NSDAP unterworfen werden.
Der Jurist Sebastian Haffner (1907–1999) schilderte in seinen Memoiren die politische Vereinnahmung der damaligen Studenten. §§ 47 und 48 der Justizausbildungsordnung vom 22. Juli 1934 sahen neben der fachlichen Ausbildung auch die ideologische Indoktrination in der Arbeitsgemeinschaft eines überzeugten Nationalsozialisten sowie paramilitärischen Drill in einem zweimonatigen „Gemeinschaftslager“ vor. 
Diese und weitere, wegen des Kriegsverlaufs nicht mehr umgesetzte Maßnahmen hätten langfristig ein politisch zuverlässiges, „instinktsicheres Richterkorps“ zur „rückhaltlosen“ Durchsetzung der nationalsozialistischen Weltanschauung und einer völkischen Gemeinschaftsordnung hervorbringen sollen.

## Justizlenkung durch das Reichsjustizministerium
Das Gesetz zur Wiederherstellung des Berufsbeamtentums vom 7. April 1933 hatte die persönliche Unabhängigkeit der Richter aufgehoben und es der Justizverwaltung ermöglicht, sowohl Richter jüdischer Herkunft als auch Anhänger der SPD oder der KPD ohne weiteres in den Ruhestand zu versetzen. Außerdem war zum 1. Januar 1935 als Folge der Gleichschaltung der Justiz (Auflösung der deutschen Länder und der Landesjustizministerien) das Reichsjustizministerium in Berlin das einzige Verwaltungsorgan für die gesamte deutsche Justiz geworden. Durch ein Mitspracherecht bei der Ernennung und Beförderung von Richtern sowie bei der Geschäftsverteilung an den Gerichten konnte das Ministerium die über 14000 Richter an den 2500 Amts-, Land- und Oberlandesgerichten zentral lenken und disziplinieren.
Allgemein- und Rundverfügungen aus dem Reichsjustizministerium an die Adresse der Oberlandesgerichte sollten in den 1930er-Jahren eine einheitliche Rechtsprechung insbesondere zur Verhängung von Höchststrafen gewährleisten. So wurden z. B. vor Urteilsverkündung geheime Absprachen zwischen der an die Weisungen aus dem Reichsjustizministerium gebundenen Staatsanwaltschaft und dem Gericht über das zu verhängende Strafmaß getroffen. Bei Nichtbefolgung von derlei „Empfehlungen“ drohten auch Richtern dienstrechtliche Konsequenzen bis hin zur Entlassung aus dem Dienst.

## Richterbriefe

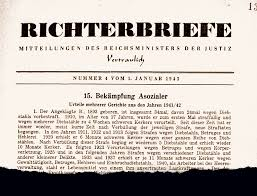
Richterbriefe Nr. 4 vom 1. Januar 1943 Titelseite; Archiv der KZ-Gedenkstätte Neuengamme

1942 führte der Staatssekretär im Reichsjustizministerium Curt Rothenberger die sogenannten Vor- und Nachschauen (intern: „Steuerungskonferenzen“) ein, mit der Urteile im Vorhinein von dem erkennenden Gericht mit dem linientreuen Gerichtspräsidium und Vertretern der Anklagebehörde abgesprochen und im Nachhinein dort gerechtfertigt werden mussten. Exemplarisch sei dazu auf das Strafverfahren gegen Walerian Wróbel vor dem Sondergericht Bremen verwiesen.
Ausgehend von dem Erlaß des Führers über besondere Vollmachten des Reichsministers der Justiz vom 20. August 1942, eine nationalsozialistische Rechtspflege aufzubauen und – auch abweichend von bestehendem Recht – alle dafür erforderlichen Maßnahmen zu treffen, erschien dann – neben dem offiziellen Organ des Reichsjustizministeriums, der „Deutschen Justiz“ (DJ) – kurz nach Amtsantritt des Reichsjustizministers und NSDAP-Mitglieds Otto Georg Thierack als Nachfolger des 1941 verstorbenen Franz Gürtner ab 1. Oktober 1942 das vertrauliche Mitteilungsblatt „RICHTERBRIEFE – Mitteilungen des Reichsministers der Justiz“. Es enthielt neben Urteilsbesprechungen auch Stellungnahmen des Ministers zur Auslegung und Anwendung einzelner Gesetze nach nationalsozialistischem Verständnis. Es sollte allgemein auf die politische Haltung der Richter einwirken und auch die Urteilsfindung im Einzelfall beeinflussen. Die „Richterbriefe“ hoben die sachliche Unabhängigkeit der Richter (Weisungsfreiheit) faktisch auf.
Thierack selbst äußerte sich zu den Richterbriefen zunächst euphemistisch und schrieb, er könne dem Richter eine bestimmte Rechtsauffassung nicht befehlen, sondern ihn lediglich davon überzeugen, wie ein Richter der Volksgemeinschaft helfen muss.
Im Geleitwort zum ersten Richterbrief schreibt er:

„Deutsche Richter!
Nach alter germanischer Rechtsauffassung war immer der Führer des Volkes sein oberster Richter. Wenn also der Führer einen anderen mit dem Amt des Richters belehnt, so bedeutet das, daß dieser nicht nur seine richterliche Gewalt vom Führer ableitet und ihm verantwortlich ist, sondern auch daß Führertum und Richtertum wesensverwandt sind.
Der Richter ist demnach ‚Träger der völkischen Selbsterhaltung‘. Er ist der Schützer der Werte eines Volkes und der Vernichter der Unwerte. Er ist der Ordner von Lebensvorgängen, die Krankheiten im Leben des Volkskörpers sind. Ein starkes Richtertum ist für die Erhaltung einer wahren Volksgemeinschaft unerläßlich.
[…] Die dargelegte Auffassung von der Aufgabenstellung des Richters hat sich zwar bereits heute unter den deutschen Rechtswahrern weitgehend durchgesetzt. Ihre praktischen Auswirkungen auf die Rechtspflege sind aber noch nicht restlos verwirklicht. [Die Richterbriefe] sollen […] eine Anschauung davon geben, wie sich die Justizführung nationalsozialistische Rechtsanwendung denkt und auf diese Weise dem Richter die innere Sicherheit und Freiheit geben, die richtige Entscheidung zu finden.“

Die insgesamt 21 „Richterbriefe“ erschienen in einer Auflage von rund 11.000 Exemplaren und bezogen sich auf verschiedene Rechtsgebiete, insbesondere aber auf das Strafrecht. Adressaten waren neben den Richtern und Staatsanwälten, denen die Richterbriefe durch den Behördenleiter gegen Empfangsbescheinigung ausgehändigt wurden, auch dem Reichsjustizministerium nachgeordnete Behörden, andere Reichsministerien sowie Parteikader.
Im Einzelnen erschienen zwischen Oktober 1942 und Dezember 1944 folgende Ausgaben:
- Nr. 1: Volksschädlinge, insbesondere Verdunkelungsverbrecher; Sittlichkeitsverbrechen an Kindern und Jugendlichen; Kaf(f)eeanmeldung durch Juden; Devisenverbrechen der Judenkennzeichnung
- Nr. 2: Schutz der Frau im Kriege; Gemeinschaftliche Raubüberfälle; Entziehung des Sorgerechts; Sorgerechtsregelung für ein Kind aus geschiedener Ehe, dessen Vater im Felde ist
- Nr. 3: Ehrenschutz gefallener Soldaten; Blutschande und Notzucht mit den eigenen Kindern; Unzüchtige Handlung eines Jugendlichen; Verweigerung des Deutschen Grusses durch ein Schulkind
- Nr. 4: Bekämpfung Asozialer; Strafurteil und Gnadeae(u)sserung, mit einer Stellungnahme des Reichsministers der Justiz Thierack zur „Bekämpfung Asozialer“[12]
- Nr. 5: Form und Inhalt der Urteile; Abstammungsfeststellung bei Juden und jüdischen Mischlingen; Berufung des Vormunds für die Kinder eines gefallenen Soldaten
- Nr. 6: Verbotener Umgang mit Kriegsgefangenen
- Nr. 7: Volksschädlinge bei Luftangriffen
- Nr. 8: Ehebruch mit Kriegerfrauen
- Nr. 9: Todesurteil mit Gnadenvorschlägen; Scherze mit dem Heldentod eines Soldaten; Testament einer Judin
- Nr. 10: Ehrenkränkende anonyme Feldpostbriefe; Grobe Irreführung der Angehörigen über das Schicksal eines Soldaten
- Nr. 11: Verweigerung der Aufnahme von Bombengeschädigten; Falsche Anschuldigungen
- Nr. 12: Scheidung von Soldatenehen; Privatrechtliche Ansprüche und Preisrecht; Aufhebung eines Mietverhältnisses
- Nr. 13: Gesetz und gesundes Volksempfinden; Recht des Altreiches und der Alpen und Donaureichsgaue bei Unterhaltungsklagen unehelicher Kinder; Arzthonorar und Verjährung
- Nr. 14: Jugendstrafrecht
- Nr. 15: Volkstümliche Fassung von Anklagen und Urteilsansprüchen
- Nr. 16: Kriegswirtschaftsstrafrecht
- Nr. 17: Plünderer und Volksschaedlinge bei feindlichen Luftangriffen
- Nr. 18: Einstellungen von Strafverfahren mit Auflagen
- Nr. 19: Wertsicherungsklauseln in Urkunden und Verträgen; Ehrloser oder unsittlicher Lebenswandel einer geschiedenen Frau; Streit um das Erbe gefallener Soldaten
- Nr. 20: Anzeige eines Ehegatten gegen die Anderen bei Behörden und Parteidienststellen als Scheidungsgrund
- Nr. 21: Ehescheidung im totalen Krieg